# Superkupa Shqiptar 1998
La Superkupa Shqiptar 1998 è stata la sesta edizione della supercoppa albanese.
La partita fu disputata dal Vllaznia, vincitore del campionato, e dall' Apolonia, vincitore della coppa.
Questa edizione si giocò allo Qemal Stafa Stadium di Tirana e vinse il Vllaznia 5-4 ai tiri di rigore dopo che l'incontro terminò 1-1.
Per la squadra di Scutari è il primo titolo ed è anche la prima volta che vince la squadra detentrice del campionato.

## Tabellino
| Arbitro: | Myrteza Allkja |

|            |           |          |
| Miloti 51’ | Marcatori | 45’ Poçi |